# La Ròcha de Draonier
La Ròcha de Draonier (italià: Roccabruna, piemontès: La Ròcia ëd Droné) és un comú italià, a la regió del Piemont. L'any 2007 tenia 1.524 habitants. Està situat a la Val Maira, dins de les Valls Occitanes. Limita amb els municipis de Cartinhan, Draonier, lou Mèl, Sant Damian, Valmala i Villar San Costanzo.

## Fraccions
- lhi Balançons
- lhi Beliards
- lhi Bernards
- lo Boch
- Bojalat
- lo Caire
- lo Chastèl
- la Glèisa
- lhi Chesans
- lo Conh
- la Comba
- la Combeta
- lo Copet
- la Cort
- lhi Daus
- l'Erède
- lhi Fèrres
- la Fonfonalha
- la Fucina
- lhi Ragotiers
- lhi Jorcets
- la Gora
- la Grangeta
- la Granja
- la Gardiòla
- Isaia
- l'Iscla
- l'Aval
- lhi Margaria
- lhi Maçons
- lo Molin
- lhi Morèls
- lhi Negòcis
- Al Nor
- lo Norat
- lo Pasquier
- lhi Pedoches
- Prat Ros
- Reïnaud
- Sala Sotana
- Sala Sobirana
- Sant Joan
- Sant Ponç
- Santa Anna
- lo Saret Sobiran
- lo Ciri
- lhi Bonets
- Tech del Prat
- la Tiauda
- la Toscha
- lo Trobilh
- lhi Ugòts
- lhi Veruts
- lhi Vials
- lo Vòli

## Administració
| Període | Identitat       | Partit        |
| ------- | --------------- | ------------- |
| 2004-   | Livio Acchiardi | Llista cívica |